# Temple protestant de Saint-Jean-du-Gard
Le temple protestant de Saint-Jean-du-Gard est un édifice religieux situé place Carnot à Saint-Jean-du-Gard, dans les Cévennes. La paroisse est membre de l'Église protestante unie de France. Inauguré en 1827, c'est un des plus grands temples protestants de France.

## Histoire
Vers 1551, grâce à l'évangélisation des frères vaudois Pierre, Jean et François Barbier venus du Piémont, les habitants de Saint-Jean sont convertis à la Réforme protestante. Pendant les guerres de Religion, les troupes royales saccagent la ville en 1560. En représailles, l'église romane Saint-Jean-Baptiste est détruite, sauf le clocher qui devient la tour de l'Horloge de Saint-Jean-du-Gard.
Un premier temple est édifié entre 1562 à 1569 sur la place du château, de plan rectangulaire. Il peut contenir de 800 à 1 000 fidèles.
En février 1685, quelques mois avant la révocation de l'édit de Nantes, le temple est rasé. Les pierres sont réutilisées pour la construction de l’église catholique en 1686. La région devient un lieu de résistance protestant lors de la guerre des Cévennes, avec les Camisards. Abraham Mazel naît en 1677 à Falguières, à 4 kilomètres au-dessus de Saint-Jean-du-Gard. Plusieurs pasteurs clandestins de la période du Désert naissent à Saint-Jean, dont Jean Mazel,  Jean Roques, Étienne Gout. A la fin du XVIIIe siècle, avec l'édit de tolérance de Versailles, le culte a lieu dans un parc proche de la place d’Armes, « le Pavillon ».
La liberté de culte est rétablie à la Révolution française, par l'article 10 de la Déclaration des droits de l'homme et du citoyen de 1789. En 1802, Napoléon Ier structure l’Église protestante en Consistoires départementaux par le décret des articles organiques. Le pasteur Génies souhaite dès 1804 la construction d'un temple. Le 29 mars 1821, le conseil des bâtiments civils examine ce dossier. Le 21 septembre 1821, Pierre Arnavielle maître maçon d'Alais est adjudicataire des travaux. L'emplacement est acquis le 1er mars 1822. La dédicace du temple a lieu le dimanche 29 avril 1827.
Dès 1846, la voûte du temple menace de tomber en ruine. Bourdon, architecte du département du Gard, chiffre la restauration à 1 104 f. En 1860, un don de 1 200 f. est fait pour l'érection d'un clocher. L'inauguration a lieu le 29 août 1864,.

## Architecture
Le plan au sol est rectangulaire, pouvant accueillir jusqu'à 400 personnes. La façade, de style néo-classique, est cantonnée de doubles pilastres et couronnée par un fronton. L'entrée rectangulaire avec sa corniche accentue les horizontales, tempérées cependant par un large oculus circulaire situé au-dessus.
À l'intérieur, des tribunes font tout le tour de l'édifice. Elles sont supportées par des colonnes d'ordre dorique, redoublées à l'étage pour supporter la corniche sommitale formant la base de la voûte surbaissée. Sobre et épurée, l'agencement respecte la règle des Églises réformées de non-représentation, avec absence de statues ou de peintures religieuses.
La chaire est accessible par un escalier à double révolution. L'orgue baroque du 18e siècle réalisé pour la cathédrale Notre-Dame-de-l'Annonciation de Nancy est acheté par la famille du Puy de Montbrun et placé en 1958. Il est augmenté en 1965 par deux jeux complémentaires.